# Pericle Odierna
Pericle Odierna (St Albans, 31 maggio 1965) è un musicista e compositore italiano di musica da film.

## Biografia
Dopo il diploma al Conservatorio di Stato di Salerno, e diversi studi di perfezionamento, inizia la sua carriera alternando la sua attività musicale per il cinema, la televisione e il teatro a quella di polistrumentista, lavorando, tra gli altri, con Micheal Brecker, Noa, Nino Buonocore, Simone Cristicchi, James Newton e Rocco Papaleo.
Ha composto colonne sonore per film di vario genere.
Nel 2020 si aggiudica il Globo d'oro per la colonna sonora del film Picciridda - Con i piedi nella sabbia.

## Filmografia
- Leone e Giampiero, regia di Salvatore Scarico (2006)
- Senza amore, regia di Renato Giordano (2007)
- Il sorriso del capo, regia di Marco Bechis (2011)
- Fallo per papà, regia di Ciro Villano e Ciro Ceruti (2012)
- Una notte ancora, regia di Giuseppe Bucci (2012)
- Luigi e Vincenzo, regia di Giuseppe Bucci (2013)
- Una piccola impresa meridionale, regia di Rocco Papaleo (2013)
- Bruno e Gina, regia di Beppe Attene,Angelo Musciagna
- Il leone di vetro, regia di Salvatore Chiosi (2014)
- La settima onda, regia di Massimo Bonetti (2015)
- Il padre di mia figlia, regia di Carlo Alberto Biazzi (2016)
- Alcide De Gasperi:il miracolo incompiuto, regia di Francesco Mariotti (2016)
- Almeno Credo, regia di Gualtiero Peirce (2017)
- Tears in Heaven , regia di Nicola Barnaba
- Leonardo, the Man Who Saved Science, regia di Mark Daniels (2018)
- La vita dopo, regia di Marianna Adamo (2018)
- Qualcuno ha visto il Papa?, regia di Corrado Taranto (2018)
- Mò Vi Mento – Lira di Achille, regia di Stefania Capobianco, Francesco Gagliardi (2018)
- Parlami Orlando, regia di Giuseppe Bucci (2018)
- Picciridda - con i piedi nella sabbia, regia di Paolo Licata (2019)
- Il venditore di colori, regia di Daniele Costantini (2019)
- Looking for Negroni , regia di Federico Micali (2020)
- Dante l'esilio di un poeta, regia di Fabrizio Bancale (2021)
- La musica nell'anima, regia di Loris Arduino (2021)
- La voce di Laura, regia di Giuseppe Bucci (2021)
- L'ala destra di Dio, regia di Bruno De Masi (2021)
- Al di là del mare, regia di Carlo Alberto Biazzi (2022)
- Napoli l'aldilà di tutto, regia di Gualtiero Peirce (2022)
- They call me Onion, regia di Giansalvo Pinocchio e Riccardo Baiocco (2023)
- A mia immagine, regia di Giuseppe Bucci (2023)
- Heloise, regia di Alberto Bambini (2023)
- Qui staremo benissimo, regia di Renato Giordano (2024)

## Album
- Tempo 1996
- Homage a l'etranger 2000
- Metrofonos 2002
- Threni 2003
- Asade 2008 colonna sonora
- Niente sesso siamo inglesi 2009
- Jazz Standards vol.1 2011
- Ho perso la faccia 2011 colonna sonora
- Fallo per papà 2012 colonna sonora
- Experiences 2013
- New Age 2014, insieme a Francesco Accardo, Rudy Pusateri
- Il leone di vetro 2014 colonna sonora
- Giocando Jazzando n.1 2015, insieme a Francesco Accardo
- 50 Style 2015
- Barocco Forever 2015
- La settima onda 2015 colonna sonora
- Almeno credo 2017 colonna sonora
- Leonardo, the Man Who Saved Science 2018 colonna sonora
- Nomos 2019, insieme a Armano Bertozzi
- Picciridda 2019 colonna sonora
- Golden globe award winner 2021 raccolta
- Cubania 2021
- Dante l'esilio di un poeta 2021 colonna sonora
- Al di là del mare 2022 colonna sonora
- They call me Onion 2023 colonna sonora
- Film scores in jazz 2023

## Premi e riconoscimenti
- Fauno d'oro per la colonna sonora del film Il leone di vetro (2014)[3]

- Globo d'oro per la colonna sonora del film Picciridda - con i piedi nella sabbia (2020)[4]
- Premio migliore colonna sonora Gianni Lenoci SUDESTIVAL per il film  Picciridda - con i piedi nella sabbia (2020)
- Premio alla carriera Sarno Film Festival (2020)